# Séismes de 1811-1812 à New Madrid

Les séismes de 1811-1812 à New Madrid  (1811–1812 New Madrid earthquakes) sont une série de tremblements de terre qui se sont produits au cours de l'hiver 1811-1812 dans le centre des États-Unis. Ils tirent leur nom de la région où s'est produit le premier séisme, à New Madrid, alors en territoire de Louisiane, aujourd'hui dans le Missouri, au bord du fleuve Mississippi. La région a connu deux tremblements de terre le 16 décembre 1811, à 6 heures d'écart, puis un le 23 janvier 1812 et un autre le 7 février 1812. Il y eut également de nombreuses répliques dans la région pendant tout l'hiver. Ce sont les plus importants tremblements de terre jamais enregistrés aux États-Unis (hors Alaska)
Ces tremblements de terre détruisirent environ la moitié de la ville de New Madrid et modifièrent par endroits le cours du Mississippi. 
On estime que ces tremblements de terre furent intensément ressentis sur 130 000 km2 et modérément sur 2,6 millions de km². Par comparaison l'historique tremblement de terre de 1906 à San Francisco a été ressenti modérément sur seulement 16 000 km2.

## Effets

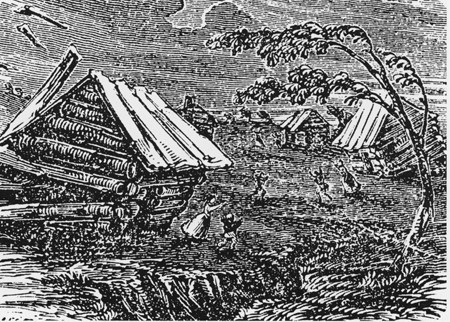

Sur la base de ces effets, on peut estimer qu'ils avaient une magnitude de 8.0 sur l'échelle de Richter. De larges superficies s'effondrèrent, de nouveaux lacs se formèrent, dont le lac Reelfoot dans le Tennessee, et le cours du Mississippi fut modifié, créant de nombreuses exclaves dont le Kentucky Bend (en), le long des frontières d'État que marquaient le fleuve. 
Certaines sections du Mississippi semblèrent s'écouler en sens inverse pendant un court moment. On rapporta que les cloches tintèrent à Boston et que des trottoirs se fissurèrent à Washington DC.
Une demande datée du 13 janvier 1814 par William Clark, alors gouverneur du Territoire du Missouri (le territoire fut renommé peu après le tremblement de terre pour éviter toute confusion avec le nouvel État de Louisiane), demandant une aide fédérale pour les "habitants du comté de New Madrid" ce qui semble être le premier exemple d'une demande d'aide fédérale à la suite d'une catastrophe sur le territoire américain.

## Géologie

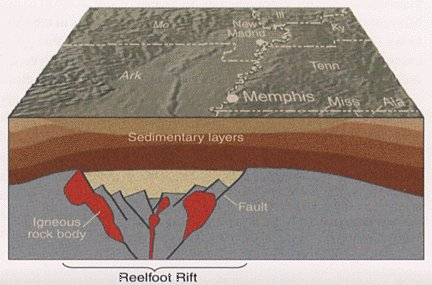
Rift de Reelfoot : une faille toujours active

Le rift de Reelfoot s'est arrêté il y a environ 750 millions d'années lorsque l'ensemble des terres émergées constituait un seul supercontinent, nommé Rodinia. À l'époque une faille commença à se former, désormais appelée le rift de Reelfoot, mais elle n'aboutit pas et la zone devint inactive.  
Environ 550 millions d'années plus tard, à l'époque du supercontinent Pangée, cette zone de la faille redevint active mais ne fonctionna pas longtemps comme une plaque en construction et elle reste dans les mêmes conditions aujourd'hui. Les tremblements de terre sont donc localisés entre 5 et 25 kilomètres en dessous de la surface de la croûte terrestre.

## Zone sismique auXXesiècle
Les épicentres de plus de 4 000 tremblements de terre ont pu être identifiés par des mesures sismiques depuis 1974 et l'origine de ces tremblements de terre vient de l'activité sismique du rift de Reelfoot. La zone qui apparait en rouge foncé sur la carte est appelée zone sismique de New Madrid. 

### Changements topographiques
Plus de 200 ans après les tremblements de terre de 1811 et 1812, le cours du Mississippi tel qu'il était avant ces évènements est encore visible dans le paysage. Le long et parallèle à la frontière entre le Tennessee et l'Arkansas, le lit rétréci du fleuve est encore présent. L'ancien lit, cependant, définit toujours les frontières d'État. Il en résulte de nombreux petits écarts ou déports là où la frontière diverge du cours actuel du fleuve et donc de petites exclaves de terre rattachées à l'État se trouvant de l'autre côté du fleuve, telles l'exclave du Kentucky Bend, un morceau du Kentucky qui ne partage une frontière terrestre qu'avec le Tennessee, ou la ville de Reverie dans le Tennessee, qui se trouve sur le côté arkansan du fleuve.

### Récents tremblements de terre

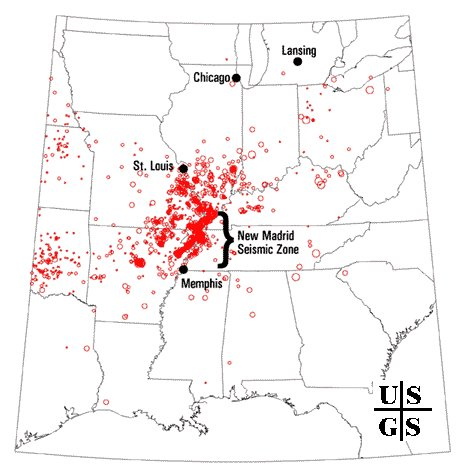
4000 tremblements de terre rapportés depuis 1974

La zone reste sismiquement active de nos jours. Dans les dernières décennies, des tremblements de terre mineurs se sont produits. Les prévisions estiment entre 7 et 10 % de risques durant la première moitié du 21e siècle de connaitre une répétition des tremblements de terre majeurs comme ceux qui se sont produits en 1811-1812, avec des magnitudes entre 7,5 et 8, et entre 25 et 40 % de chances que se produise dans les 50 prochaines années un tremblement de terre de magnitude 6 ou plus.
Le 18 avril 2008 un tremblement de terre de 5,2 frappa le sud de l'Illinois et de l'Indiana. Son épicentre était à une trentaine de kilomètres au sud-est d'Olney dans l'Illinois - près des rivières Ohio/Wabash. Un second tremblement de terre suivit moins de 6 heures plus tard juste au nord de cette région, d'une magnitude de 4,6. 
La compréhension de cette zone sismique progresse lentement en comparaison de la connaissance actuelle sur la faille de San Andreas.

### Préparation aux tremblements de terre
La situation est plus précaire qu'en 1811. La zone est plus densément peuplée et plusieurs immeubles ne sont pas construits aux normes anti-sismiques.  
Plusieurs États se sont regroupés et ont créé un institut spécialement responsable de leur zone sismique, pour se préparer au mieux à un tremblement de terre majeur. Le fleuve Mississippi présentera probablement des problèmes actuellement incalculables. Quelques fonds pour venir en aide aux victimes ont été créés. Certaines mesures ont aussi été ordonnées pour diminuer les effets d'un tremblement de terre ainsi désormais la résistance aux tremblements de terre est prise en compte pour la construction des barrages, des ponts ou des autoroutes dans la zone.

## Galerie

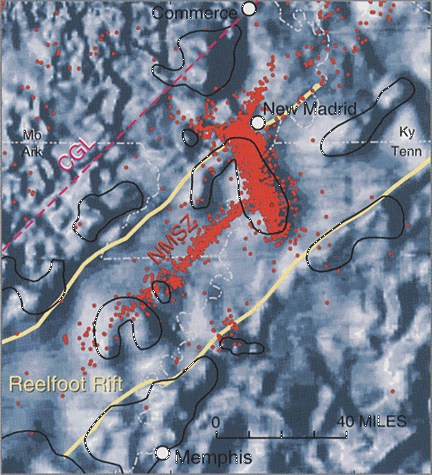
Le rift de Reelfoot Rift et la Zone sismique de New Madrid
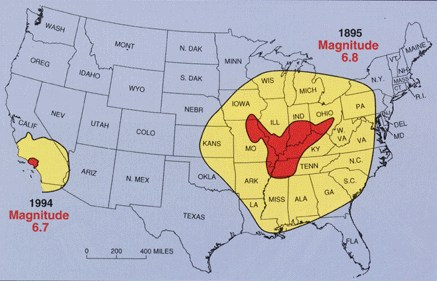
Comparaison des dommages entre une tremblement de terre modéré dans la région de New Madrid (1895, magnitude 6,8) et un évènement similaire à Los Angeles (1994, magnitude 6,7).

## Source
- (en) Cet article est partiellement ou en totalité issu de l’article de Wikipédia en anglais intitulé « 1812 New Madrid earthquake » (voir la liste des auteurs).